# Anticlea separata
Anticlea separata är en fjärilsart som beskrevs av Carl Peter Thunberg 1788. Anticlea separata ingår i släktet Anticlea och familjen mätare. Inga underarter finns listade i Catalogue of Life.